# Tapoa I
Tapoa I (1772-1812) foi o primeiro rei da ilha de Bora Bora unificada, originando assim o Reino de Bora Bora. 

## Biografia
Tapoa nasceu por volta de 1772, filho da chefe Teriimaevarua I, líder de Bora Bora. Após sua morte ele se tornou o novo chefe supremo, conseguindo com o passar dos anos anexar mais tribos e territórios até conquistar toda a ilha de Bora Bora em 1788, fundando o reino. Tapoa teve o auxílio de dois importantes aliados, os irmãos Mai e Tefa'aora, que governaram as ilhas adjacentes de Bora Bora em seu nome. Tapoa era um líder abilidoso e grande estrategista militar, tendo também conquistado a ilha de Raiatea, mas teve de ceder a independência desta última após uma revolta de seu rival, o rei Tamatoa II. 
O rei foi deposto em 1808 e se exilou na ilha de Moorea, promovendo um ataque em 1810 contra os rebeldes e recuperando o trono, vindo a falecer em 1812. Seu sucessor foi seu filho Tapoa II. 